# John Charles Fields
John Charles Fields (n. 14 mai 1863, Hamilton, Ontario – d. 9 august 1932, Toronto) a fost matematician canadian, fondator al premiului internațional pentru matematică, Medalia Fields.

## Date biogragice
A fost profesor la Universitatea din Toronto. 
A avut lucrări de algebră și de teoria numerelor.